# 抗日戰爭第十戰區
抗日戰爭第十戰區在中國抗日戰爭中，因應戰爭形勢，中華民國國民政府成立對日作戰戰區之一。

## 第一次设立
民国27年（1938年）12月中旬，在武功西北农专举行的长江以北各战区师以上军官参加的军事会议上，蒋介石宣布正式撤销西安行营另设天水行营，并在该行营之下增设第十战区，蒋鼎文任该战区上将司令长官，作战区域陝西省為主。1939年2月第十战区司令长官部即在西安新城原西安行营旧址成立。
- 副司令长官何柱国等
- 参谋长刘祖舜
- 总参议李家鼐
- 政治部主任梁干乔
- 秘书处
- 军务处
- 情报处
- 后勤处
- 交通处
- 机要室。
- 第十战区动员委员会：1939年夏成立。主任委员蒋鼎文兼，取消原有之各级抗敌后援会组织，取缔并严禁一切抗日民众团体从事爱国救国活动。
- 国民政府军事委员会陕西省军队组训民众动员总指挥部：民国29年（1940年）10月在西安崇廉路成立，蒋鼎文兼任总指挥官，胡宗南兼任副总指挥官，陶峙岳、彭昭贤分任正、副参谋长，下设参谋处、组训处、总务处和经济处。实行军民一体化、严密包围封锁陕甘宁边区并逐步蚕食之为其行动目标。
  - “商（雒）同（州，今大荔）区”指挥部
  - “邠（彬县）洛（川）区”指挥部

民国30年（1941年）6月，蒋介石重用胡宗南，下令裁撤第十战区，将蒋鼎文调开。

### 主要作戰部隊
國民革命軍第三十四集團軍、國民革命軍第十六軍等。
- 敵後戰場建制陝西抗日義勇軍第一縱隊[2]:409-410。

## 第二次設立
1945年1月，在安徽省战时省会立煌縣重新設立。作戰區域為平漢線以東、黃河以南、長江以北地區，山東全省及江蘇北部等。安徽省主席李品仙任司令長官，何柱国、牟中珩任副司令長官，丘国珍任政治部主任。下轄
- 國民革命軍第十五集團軍：第十战区副司令长官何柱国兼第十五集团军总司令，副总司令陈又新、徐梁，下辖：廖运泽骑二军和周毓英的第五十一军
- 國民革命軍第十九集團軍：总司令陈大庆兼第十戰區临泉指挥所副主任
- 國民革命軍第二十一集團軍：副总司令张淦兼第十戰區前进指挥所主任，进至蚌埠市受降。
- 國民革命軍第三十三集團軍：总司令冯治安
- 國民革命軍暫編第九軍：军长傅立平。辖杨虎城的陕西警备旅改编的原属于第38军的第177师、河北抗日义勇军改编的暂编第27师。
- 山東挺進軍：1944年春，山东省主席兼山东保安司令牟中珩在阜阳组建山东挺进军总指挥部，总指挥牟中珩/李延年，副总指挥王毓文，把山东的保安旅、团及游击部队改编为山东挺进军，分属于鲁东、鲁南、鲁中、鲁西、鲁西北、鲁北6个军区。山東挺進軍总指挥部初归鄂豫皖边区指挥部管辖，1944年12月改隶第十战区，1945年9月隶属第十一战区副司令长官部（李延年）。
- 《中原日报》，第十战区机关报，社长胡行健（少将，毕业于日本早稻田大学），副社长韩君明。

抗戰勝利後，1945年9月24日在蚌埠接受日本第六军投降。
戰區司令長官部并入第八綏靖區司令部。